# O Deutschland hoch in Ehren

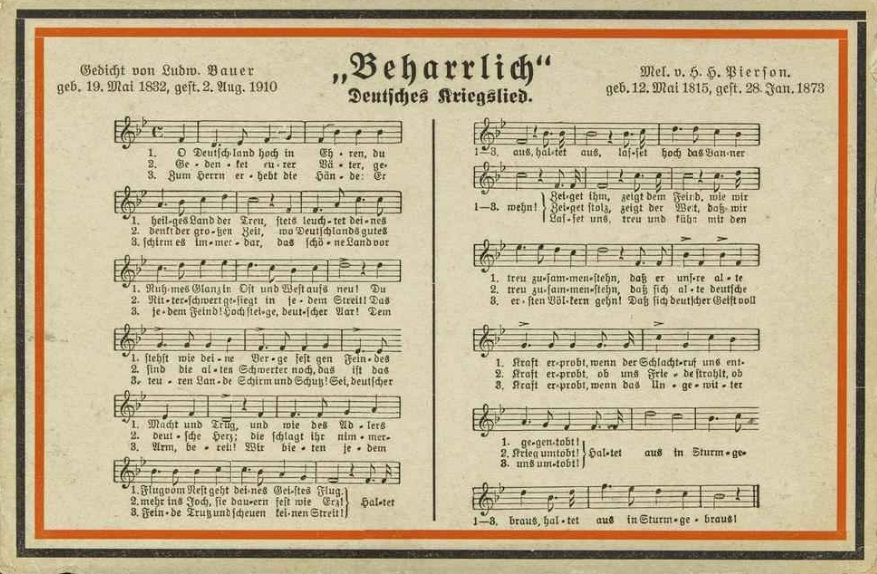
"Beharrlich. Deutsches Kriegslied", листівка часів Першої світової війни

«O Deutschland hoch in Ehren » — патріотична німецька пісня, написана Людвігом Бауером (1832–1910) у 1859 році та покладена на музику Генрі Г’ю Пірсоном . Пісня була одним з найпопулярніших гімнів у 19 столітті на рівні з Deutschlandlied, Die Wacht am Rhein та Des Deutschen Vaterland.  Пізніше пісню також використовували в школах за часів Веймарської республіки та Третього Райху .

## Історія
У 1858 році Генрі Г’ю Пірсон, англійський композитор, який проживав у Німеччині, написав мелодію до патріотичної пісні « Ye Mariners of England » Томаса Кемпбелла .  Через рік він познайомився з Людвігом Бауером, який пізніше одружився з падчеркою Пірсона, Доротеєю Лайзер. Пірсон попросив Бауера написати німецький текст на вже існуючу мелодію. 

## Слова
| O Deutschland hoch in Ehren, Du heil'ges Land der Treu, Stets leuchte deines Ruhmes Glanz In Ost und West aufs neu! Du stehst wie deine Berge fest Gen Feindes Macht und Trug, Und wie des Adlers Flug vom Nest Geht deines Geistes Flug. Приспів: Haltet aus! Haltet aus! Lasset hoch das Banner wehn! Zeiget ihm, zeigt dem Welt, Dass wir treu zusammenstehn, Dass sich unsre alte Kraft erprobt, Wenn der Schlachtruf uns entgegen tobt! 𝄆 Haltet aus im Sturmgebraus! 𝄇 Zum Herrn erhebt die Herzen, Zum Herrn erhebt die Hand! Gott schütze unser teures, geliebtes Vaterland. Es sind die alten Schwerter noch, Es ist das deutsche Herz, Man zwingt sie nimmermehr ins Joch, Sie dauern aus wie Erz. Приспів: | О Німеччино, славетна, Свята земле моя, На заході та сході, Най слава луна твоя! Залізно, мов гора стоїш, Супроти вражих сил. Як орел ти з гнізда летиш, На вічних духах крил. Приспів: Тримай стрій! Тримай стрій! Най наш стяг має угорі! Хай він зна, хай світ зна, Що стоїм разом у згоді, Хай він випробує нашу силу в час, Коли клич пролуна супроти нас! 𝄆 Тримай стрій у буревій! 𝄇 До Бога хиляться серця, До нього здійма рука! Господь, боронить славу, о люба Вітчизна. Старі мечі все ще там, То є наша душа, З ними ще воювати нам, Вони вічні, як руда. Приспів: |

## Додаткові посилання
- Вікісховище має мультимедійні дані за темою: O Deutschland hoch in Ehren
- "O Deutschland hoch in Ehren" (audio) на YouTube
- "O Deutschland hoch in Ehren" (1930s recording) on Wiibiplay